# إبراهيم علي العطار

منزل القائد ابراهيم العطار في غرناطة

القائد إبراهيم بن علي العطار ، (1401 - 1483) قائدًا أندلسيًا مسلمًا أسطوريًا، وحارسًا لمدينة لوشة، فقد حارب في الدفاع عن المملكة النصرية خلال حرب غرناطة. عُرف بالشجاعة والإقدام ووصف بالقائد الأسطوري في الوثائق الإسبانية.

## الولادة والنشأة
لم يثبت أو يصح شيء عن تاريخ ولادته، لكن يرجح أنه ولد في بداية القرن 15، وقد بدأ رحلة حياته تاجرا متواضعا للتوابل، وسرعان ما بدأ يجمع ثروته تدريجيا، وساعدته مهاراته العسكرية وإتقانه استعمال السيف أن يتولى منصب والي لوشة عام 1470.
، وبرز اسمه في معركة إل مادرونو يوم 11 أبريل/نيسان 1462، والتي شارك فيها بجانب أبو الحجاج يوسف الخامس لإعادة العرش له، وهكذا اشتهر هو وسيفه عند المسيحين نظرا لأدائه المبهر والشجاع ، ولم يخلد الأسبان ذكر أي من ملوك الطوائف المتخادلين الذين ساعدوهم على احتلال الأندلس، لكنهم صنعوا تمثالاً لهذا القائد العربي المسلم الذي قاومهم بشدة...!!

## علاقته مع الأسرة الحاكمة
كانت تربطه علاقة بآخر سلاطين بني الأحمر من ملوك غرناطة أبو عبد الله محمد الثاني الصغير، فقد تزوج الأمير من ابنته مريمة، حيث تعرف عليها بعد إحدى المعارك، فطلبها من أبيها عام 1482 وهكذا توطدت علاقتهما أكثر.
ورغم غناه، فإنه عاش حياة متواضعة وورثت عنه ابنته طبعه هذا، ورغم كل الثروة التي امتلكها فإنه عند زواج ابنته لم يجد ما يجهزها به، فقد أنفق كل ثروته على حماية مملكة غرناطة، حتى قال المؤرخ الإسباني فوينتي ألقنطرة "إن العطار لم يجد في عرس ابنته مريمة ما يجهزها به سوى ملابس وجواهر استعارتها من صديقتها".

## الحرب الأهلية في لوشة
كان أبو عبد الله محمد الثاني الصغير ابن عائشة الحرة، الزوجة الأولى للسلطان أبو الحسن بن سعد حاكم غرناطة، وقد حاولت عائشة الدفاع عن ابنها وملكه أمام تهديد أبناء الزوجة الثانية التي أُسرت عند الملك ثم أسلمت وغيرت اسمها من إيزابيلا دي سوليس إلى ثريا الرومية.
كان أبو الحسن يعشق زوجته الثانية لدرجة جعلته يقدم أبناءها لتسلّم مقاليد الحكم بتأثير منها، وحاولت استمالته والتأثير عليه لطرد عائشة وأبنائها لتخلو لها الساحة.
في ظل الوضع المتوتر الذي كانت تعيشه المنطقة إثر هذه الصراعات، تحالفت عائشة الحرة مع عشيرة بنو سراج، التي كانت تكره الملك كرها شديدا، فاستطاع ابنها أبو عبد الله الصغير بمساعدتهم في شتاء عام 1482 السيطرة على مدينة غرناطة، ومنها بدأت ملامح الحرب الأهلية بين الأب وابنه.
في ذلك الوقت كان العطار شديد الولاء للأسرة الحاكمة وخاصة لأميره أبو عبد الله، حيث كان بمثابة يده اليمنى التي تفتتح له شمال غرناطة وتدخل في معارك طاحنة تثبيتا لملكه، وكان بمثابة الورقة الرابحة لأبي عبد الله، فهو الفارس الذي أرهب القتشاليين، حتى حيكت حوله الأساطير.
كان إبراهيم العطار واليا على مدينة لوشة (التي يطلق عليها مفتاح الوادي أيضا)، وكانت حينها منطقة عسكرية إستراتيجية لاعتبارها عاصمة غرناطة، وآخر معاقل المسيحيين في المنطقة، وبسبب ذلك حصّنها بعدد كبير من المحاربين المغاربة المعروفين بصلابتهم وقوتهم وشجاعتهم.

## تمثاله
خلدت مدينة (لوشة) الإسبانية تمثالا له لشجعاته في قيادة جيش غرناطة العربي ورفض الاستسلام عام 1483م، و قاتل مع 100 مسلم فقط ضد 65000 جندي من جيش قشتالة الصليبي في ملحمة أبهرت الملكة "إيزابيلا" وقادة جيشها بعد صموده ورجاله أمام جيش جرار لنصف يوم كامل ، فسموه بالرجل الأسطورة، وسموا أبناءهم على اسمه، ووضعوا سيفه في متحف غرناطة.

## وفاته
وجهه السلطان أبو عبد الله محمد الثاني عشر آخر سلاطين بني الأحمر لقتال تحالف الممالك المسيحية أثناء غزو غرناطة في اليسانة وقتل في المعركة عام 1483، واستولوا على سيفه، ووصفته الملكة ايزابيلا ملكة قشتالة بالأسطوري، لشجاعته ودفاعه عن المدينة بالرغم من التفوق العددي الكاسح لصالح القشتاليين في المعركة.

## صلته
تربطه بالسلطان أبي عبد الله علاقة صهر حيث أن السلطان كان متزوجا من أخته مريمة. كان أحد أبناء لوشة وله تمثال هناك.

## إنظر أيضا
- موسى بن أبي الغسان فارس عربي آخر رافض للإستسلام ذكرته المصادر الأسبانية